# Nicole (chanteuse)
Pour les articles homonymes, voir Nicole.
Denisse Lilian Laval Soza, dite Nicole, née le 19 janvier 1977 à Santiago, est une chanteuse et actrice chilienne.

## Discographie
- 1989: Tal vez me estoy enamorando
- 1994: Esperando nada
- 1997: Sueños en tránsito
- 2002:
  - Grandes éxitos
  - Viaje infinito
- 2006: Apt.
- 2009: 20 años

## Filmographie
- 2003: La amiga
- 2005: Se arrienda